# Mãn Châu thuộc Liên Xô
Mãn Châu thuộc Liên Xô  (tiếng Trung: 蘇占滿洲; tiếng Nga: Маньчжурия под оккупацией СССР; tiếng Nhật: ソビエト連邦による満洲占領) là thời kỳ diễn ra  khi Hồng quân Liên Xô xâm chiếm Mãn Châu Quốc và các quốc gia bù nhìn của Nhật Bản vào tháng năm 1945 và sẽ tiếp tục cho đến cuối cùng của lực lượng Liên Xô rời khỏi vào tháng 5 năm 1946.

## Lịch sử
Vào ngày 11 tháng 2 năm 1945, bộ ba Stalin, Roosevelt và Churchill đã ký một thỏa thuận hội nghị, theo đó Liên Xô tuyên chiến với Nhật Bản trong vòng ba tháng kể từ khi Đức Quốc Xã đầu hàng, đổi lại Liên Xô đã gây ảnh hưởng đến Mãn Châu sau chiến tranh thế giới thứ hai và nhận được nhượng bộ lãnh thổ.
Tính đến lời hứa, Stalin đã xâm chiếm Mãn Châu vào ngày 9 tháng 8 năm 1945, một động thái phá vỡ hiệp ước không xâm lược của Nhật-Xô được ký vào năm 1941 bằng cách mở một trong những chiến dịch lớn nhất của Chiến tranh thế giới thứ hai. Hồng quân Liên Xô đã nhanh chóng đánh bại quân đội Nhật Bản bằng cách tạo ra một số lượng lớn tù nhân và giải phóng Mông Cương, cuộc phần phía nam Sakhalin và nửa phía bắc của bán đảo Triều Tiên cũng nhanh chóng. Sự thất bại nhanh chóng của Đạo quân Quan Đông, cùng với vụ ném bom nguyên tử xuống Hiroshima và Nagasaki, đã góp phần vào sự đầu hàng vô điều kiện của Nhật Bản vào ngày 15 tháng 8 cùng năm.